# Ditaji Kambundji
Ditaji Kambundji [Aussprache: Di-ta-schi Kam-bun-dschi] (* 20. Mai 2002 in Bern) ist eine Schweizer Hürdenläuferin, die sich auf den 100-Meter-Hürdenlauf spezialisiert hat. Sie ist aktuelle Inhaberin des Europarekordes über 60 Meter Hürden in der Halle sowie des Schweizer Landesrekordes über 100 Meter Hürden. 2025 wurde sie in Apeldoorn Halleneuropameisterin im 60-Meter-Hürdenlauf.

## Leben
Ditaji Kambundji wuchs als jüngste von vier Töchtern einer Schweizer Mutter und eines Vaters aus dem Kongo in Bern auf. Zu ihren Schwestern gehören die Sprinterin Mujinga Kambundji und die Leichtathletin und Bobfahrerin Muswama Kambundji.

## Sportliche Laufbahn
Erste internationale Erfahrungen sammelte Ditaji Kambundji im Jahr 2018, als sie bei den U18-Europameisterschaften in Győr in 13,77 s den siebten Platz belegte. Damit qualifizierte sie sich für die Teilnahme an den Olympischen Jugendspielen in Buenos Aires, bei denen sie sich auf Rang 14 klassierte. Im Jahr darauf gewann sie beim Europäischen Olympischen Jugendfestival (EYOF) in Baku in 13,63 s die Bronzemedaille. Bei den U20-Weltmeisterschaften 2020 in Nairobi gelangte sie bis in den Final, blieb aber auf Medaillenkurs an einer Hürde hängen, stürzte über die nächste Hürde und konnte das Rennen nicht beenden. 2021 erreichte sie bei den Halleneuropameisterschaften in Toruń den Halbfinal, schied dort mit 8,07 s über 60 Meter Hürden aus und stellte im Vorlauf mit 8,05 s einen neuen Schweizer U20-Rekord auf. Im Juli 2021 siegte sie in 13,03 s bei den U20-Europameisterschaften in Tallinn und erreichte mit der Schweizer 4-mal-100-Meter-Staffel den Final, konnte dort das Rennen aber nicht beenden. Anschliessend nahm sie an den Olympischen Spielen in Tokio teil und kam dort mit 13,17 s nicht über die Vorrunde hinaus.
2022 startete sie über 60 Meter Hürden bei den Hallenweltmeisterschaften in Belgrad und erreichte den Final, konnte aber ihr Rennen nicht beenden. Im Halbfinal stellte sie jedoch mit 7,89 s einen neuen Schweizer Hallenrekord auf. Mitte Juni siegte sie in 12,77 s beim CITIUS Meeting in Bern, und anschliessend schied sie bei den Weltmeisterschaften in Eugene mit neuer Bestleistung von 12,70 s im Halbfinal aus. Anschliessend gewann sie bei den Europameisterschaften in München mit einer Zeit von 12,74 s die Bronzemedaille hinter der Polin Pia Skrzyszowska und Luca Kozák aus Ungarn. Im Jahr darauf verbesserte sie in der Halle den Schweizer Rekord über 60 Meter Hürden auf 7,81 s und gewann im März bei den Halleneuropameisterschaften in Istanbul in 7,91 s die Bronzemedaille hinter der Finnin Reetta Hurske und Nadine Visser aus den Niederlanden. Im Juni wurde sie bei der 1. Liga der Team-Europameisterschaft, die im Zuge der Europaspiele in Chorzów stattfand, über 100 Meter Hürden disqualifiziert, und anschliessend siegte sie bei den U23-Europameisterschaften in Espoo mit in neuer Meisterschaftsrekordzeit von 12,68 s. Anfang August steigerte sie ihre Bestleistung beim CITIUS-Meeting in Bern auf zuerst auf 12,51 s und dann auf 12,47 s und unterbot damit den Schweizer Rekord von Lisa Urech aus dem Jahr 2011 um mehr als eine Zehntelsekunde. Im August belegte sie bei den Weltmeisterschaften in Budapest in 12,70 s im Final den siebten Platz. 2024 siegte sie in 12,49 s bei der Doha Diamond League sowie in 12,68 s beim Golden Spike. Im Juni gewann sie bei den Europameisterschaften in Rom mit neuem Schweizer Rekord von 12,40 s die Silbermedaille hinter der Französin Cyréna Samba-Mayela. Im August schied sie bei den Olympischen Spielen in Paris mit 12,68 s im Semifinal über die Hürden aus.
2025 verbesserte Kambundji den Schweizer Landesrekord in Toruń auf 7,80 s und siegte Anfang März mit neuem Europarekord von 7,67 s bei den Halleneuropameisterschaften in Apeldoorn und stellte damit zugleich einen neuen Meisterschaftsrekord auf. Sie löste damit Susanna Kallur als Rekordhalterin ab und liegt auf Rang drei der Alltime-Bestenliste. Kurz darauf gewann sie bei den Hallenweltmeisterschaften in Nanjing in 7,73 s die Silbermedaille hinter der Bahamaerin Devynne Charlton.
In den Jahren 2020, 2021 und 2023 wurde Kambundji Schweizer Meisterin im 100-Meter-Hürdenlauf sowie von 2021 bis 2023 und 2025 Hallenmeisterin über 60 Meter Hürden.

## Persönliche Bestleistungen
- 100 Meter: 11,47 s (+1,3 m/s), 26. Mai 2022 in Langenthal
  - 60 Meter (Halle): 7,31 s, 4. Februar 2023 in Magglingen
- 100 m Hürden: 12,40 s (+0,8 m/s), 8. Juni 2024 in Rom (Schweizer Rekord)
  - 60 m Hürden (Halle): 7,67 s, 7. März 2025 in Apeldoorn (Europarekord)